# Contea di Yamhill
La contea di Yamhill (in inglese Yamhill County) è una contea dello Stato dell'Oregon, negli Stati Uniti. La popolazione al censimento del 2000 era di 84 992 abitanti. Il capoluogo di contea è McMinnville.

## Geografia
La contea si trova nel nord-ovest dello Stato. Il territorio si trova nel sud-ovest della Willamette Valley e il confine est è segnato dal fiume Willamette. Nella contea si trova la Catena Costiera.

### Contee confinanti
- Contea di Washington - nord
- Contea di Clackamas - nord-est
- Contea di Marion - sud-est
- Contea di Polk - sud
- Contea di Tillamook - ovest

## Storia
La contea fu creata nel 1843. Fu chiamata così per il nome dei nativi dell'area, Yamhill.

## Comuni

### Cities
- Amity
- Carlton
- Dayton
- Dundee
- Lafayette
- McMinnville (capoluogo)
- Newberg
- Sheridan
- Willamina
- Yamhill

### Census-designated places
- Fort Hill
- Grand Ronde